# قلب‌های ارغوانی (فیلم ۲۰۲۲)
قلب‌های ارغوانی یا قلب‌های باشکوه (به انگلیسی: Purple Hearts) یک فیلم عاشقانه و درام آمریکایی به کارگردانی الیزابت آلن روزینبام محصول کمپانی نتفلیکس است. فیلمنامه بر اساس رمانی به همین نام اثر تس ویکفیلد است. فیلم داستان یک خواننده و ترانه‌سرای مشتاق به نام کیسی و یک تفنگدار دریایی به نام لوک را دنبال می‌کند که هر دو با وجود موانع بسیار عاشق یکدیگر می‌شوند. این فیلم در تاریخ ۲۹ جولای ۲۰۲۲ منتشر شد.

## بازیگران
- نیکلاس گالیتزین .... لوک[۳]
- سوفیا کارسون … کیسی
- چوزن جیکوبس
- جان هارلن کیم
- لیندن اشبی

## داستان
کیسی (کارسون) دختری تیزهوش است که شب‌ها در یک کافه در کالیفرنیا کار می‌کند تا در حالی که رویای خود برای تبدیل شدن به یک خواننده و ترانه‌سرا را دنبال می‌کند، خرج زندگی‌اش را نیز تامین نماید. از طرفی دیگر لوک (گالیتزین) یک کارآموز نیروی دریایی بسیار منظم و جدی است که در شرف اعزام به خارج از کشور برای انجام وظیفه می‌باشد. اما در این میان یک برخورد تصادفی در کافه‌ای که کاسی در آن کار می‌کند، مسیر زندگی هر دو را برای همیشه تغییر داده و…

## تولید
فیلمبرداری اصلی در اوت ۲۰۲۱ آغاز شد و در اکتبر همان سال به پایان رسید. فیلمبرداری در لس آنجلس، سن دیگو، ریورساید، کالیفرنیا، و آستین، تگزاس انجام شد.

## بازخوردها
در وب‌سایت جمع‌آوری نقد راتن تومیتوز از بررسی‌های ۱۳ منتقد با میانگین امتیاز ۵ از ۱۰ است. در متاکریتیک، این فیلم بر اساس ۶ منتقد، میانگین وزنی ۳۰ از ۱۰۰ امتیاز را دارد که نشان دهنده «نقدهای نامطلوب» است. یکی از انتقاداتی که به فیلم وارد شد، زبان نژادپرستانه‌ای بود که توسط شخصیت‌های داستان استفاده می‌شد، که بعداً کارسون توضیح داد که بخشی از توسعه شخصیت است و نه دیدگاهی که توسط روایت ترویج می‌شود.  